# Engoulevent pauraqué
Nyctidromus albicollis
Espèce
Synonymes
- Caprimulgus albicollis Gmelin, 1789
(protonyme)

Répartition géographique
Statut de conservation UICN

 LC  : Préoccupation mineure
L'Engoulevent pauraqué (Nyctidromus albicollis) est une espèce d'oiseaux de la famille des Caprimulgidae, native de l'écozone néotropicale.

## Description
Cet oiseau mesure environ 28 cm de longueur. Il possède un plumage cryptique brun marbré et rayé, des ailes longues et une queue très longue.

## Alimentation
Cet oiseau aux mœurs nocturnes consomme des insectes.

## Répartition et sous-espèces
Selon la classification de référence du Congrès ornithologique international (15.1, 2025) il se répartit en six sous-espèces (ordre phylogénique) :
- N. a. insularis Nelson, 1898 — îles Tres Marias ;
- N. a. merrilli Sennett, 1888 — sud du Texas et nord-est du Mexique ;
- N. a. yucatanensis Nelson, 1901 — ouest et est du Mexique au Guatemala ;
- N. a. gilvus Bangs, 1902 — Panama et nord de la Colombie ;
- N. a. albicollis (Gmelin, JF, 1789) — du sud du Guatemala au nord-est du Brésil ;
- N. a. derbyanus Gould, 1838 — Bolivie, est du Paraguay, centre/sud du Brésil et nord-est de l'Argentine.